# Fayuan zhulin
Fayuan zhulin (chinesisch 法苑珠林, Pinyin fǎyuàn zhūlín „Perlenwald im Dharma-Garten“) ist eine um 668 n. Chr. von Dao Shi (道世, einem Mönch der Tang-Periode) zusammengestellte buddhistische Textsammlung, die aus 100 juan (卷 „Kapitel“, „Buchrolle“) besteht. Sie enthält buddhistische und andere Texte der Zeit, von denen ansonsten keine Überlieferung bekannt ist, und ist daher eine bedeutende Quelle für diese Zeit in mehreren Wissenschaftsdisziplinen. In der Ming-Zeit wurde sie zur Rekonstruktion älterer Zhiguai-Sammlungen herangezogen. 